# Красні Річки
Кра́сні Рі́чки (рос. Красные Речки) — село у складі Красночикойського району Забайкальського краю, Росія. Входить до складу Коротковського сільського поселення.
Стара назва — Дурново.

## Населення
Населення — 129 осіб (2010; 174 у 2002).
Національний склад (станом на 2002 рік):
- росіяни — 100 %